# IC 4637
IC 4637 је планетарна маглина у сазвјежђу Шкорпија која се налази на листи објеката дубоког неба у Индекс каталогу.
Деклинација објекта је - 40° 53' 5" а ректасцензија 17h 5m 10,4s. Привидна величина (магнитуда) објекта IC 4637 износи 12,5 а фотографска магнитуда 13,6. IC 4637 је још познат и под ознакама PK 345+0.1, ESO 332-PN21, CS=12.3.